# 藤井康雄
藤井 康雄（ふじい やすお、1962年7月7日 - ）は、広島県福山市出身の元プロ野球選手（外野手、内野手）、プロ野球コーチ、野球解説者。
オリックス・ブルーウェーブの現役選手時代には、「ミスター・ブルーウェーブ」、「ヤスオさん」の愛称で親しまれた。2002年限りで現役を引退してからは、プロ野球や高校野球、社会人野球などで指導者を務める。

## 経歴

### アマチュア時代
福山市で生まれ育ち、『巨人の星』に惹かれて小学校2年生で野球を始め、当時は三塁手を務めていた。この頃から将来はプロ野球選手になることしか頭になく、同じ左打ちの王貞治に憧れていた。福山市立鷹取中学校では投手と外野手を兼任し、打球がライト側の校舎を越えるほどの長打力があったという。野球留学で進んだ泉州高等学校でもポジションは変わらず、長打力を評価されていた一方で変化球が苦手だった。
甲子園出場はならなかったが知人の勧めでプリンスホテルに入社し、プロ入りした石毛宏典の後任として遊撃手へのコンバートが検討されたものの、数日でこの案が却下されて一塁手となっている。同部が高校生の有力選手獲得に方針を転換した時期で同期には中島輝士のほかに川村一明、高山郁夫など甲子園で注目され、ドラフト指名される逸材が揃っていた。当初はメンバー入りもならなかったが、石山建一が監督に復帰すると、その指導を受けて全日本代表の4番を務めた事もある。また20代前半で肩を故障して半年ほど野球ができなくなり、歯がゆい思いをしたという。
1983年から4年連続で都市対抗野球大会に出場。
1985年からは四番打者として起用される。
1986年の都市対抗では準々決勝に進むがNTT北陸に敗退。この大会の2回戦では熊谷組から1試合2本塁打を放つ。この時のチームメイトには同期の中島のほかにプロでも同僚となる小川博文らがいた。
社会人野球No.1の強肩とベース1周14秒5の俊足を評価され、1986年のドラフト会議で阪急ブレーブスから入札の外れ4位指名を受けた。東京に6年間いた事もあって在京球団を希望していたが、「与えられた環境で頑張ることが大事ではないか」という母の助言もあって入団を決めたという。担当スカウトは三輪田勝利で、契約金と年俸それぞれ4,300万円、450万円（いずれも推定）で契約を結んでいる。全日本代表のメンバーで同時入団した山越吉洋（86年2位）、本西厚博（85年4位、翌年入団）と共に「全日本トリオ」と呼ばれた。

### 阪急・オリックス時代
1987年のキャンプから打球の飛距離はレギュラー陣にも引けを取らず、監督の上田利治に積極的に起用されて同年は77試合に出場した。一方で、金属バットから木製バットに変わった事で、感触の違いや頻繁に折れる事に悩んだ。オフには結婚式を挙げ、上田から「細く長く、頑張れ」と言われて気持ちに余裕ができた事を後年までよく覚えていたという。
1988年は5月下旬にブーマー・ウェルズが左ヒザ関節炎で帰国し、代わりに一塁手を任されると打撃面で好成績を残し、5月28日の対南海戦では初の四番を任されている。また、同年はジュニアオールスターゲームで決勝ホームランを放ち、MVPと賞金100万円を獲得した。ブーマーの復帰後は右翼手のレギュラーとなり、規定打席には達しなかったもののシーズンで20本塁打を記録した。
1989年は開幕から前年の簑田浩二が移籍以来不在だった右翼手のレギュラーとなり、ブルーサンダー打線の一角を占めた。7月には自身初のオールスターゲームに出場し、斎藤雅樹から2点本塁打を放って優秀選手に選ばれている。シーズン通算では打率.292、30本塁打、90打点の成績で、初のベストナインに選出された。
1990年は5月に打率.363、6本塁打、18打点の成績で初の月間MVPを受賞し、自己最多の37本塁打、96打点をマークしている。
1991年は5月3日の対日本ハム戦でサヨナラ2点本塁打を放ち、自身にとってプロでの本塁打の中で最も記憶に残っているという。しかし5月の守備練習中にフェンスに激突してむち打ち症となり、左腕が痺れて首が動かなくなった。身体のバランスが崩れたことで本来のバッティングフォームが損なわれ、同年は打率が.222に大きく低下した。
1992年は出場試合数が20試合に激減している。同年オフの契約更改では1,000万円減の年俸4,000万円（推定）となっている。
試合に出られない期間は辛抱強く治療とトレーニングに取り組み、また家族と接する機会が増えたため自分を見つめなおすことができたという。
1993年は序盤の打率が1割台から2割台の間で低迷していたが、5月3日の日本ハム戦で山原和敏からサヨナラ2ラン、5月18日の対ロッテ戦で3本塁打7打点を挙げ、7月には打率.324、4本塁打、12打点で2度目の月間MVPを受賞している。同年はチームトップの28本塁打、86打点の成績で2度目のベストナインに選出され、パ・リーグ特別表彰で努力賞を受賞している。また、11月のパ・リーグ東西対抗では決勝3ランホームランを放ってMVPを獲得している。オフの契約更改では4,000万円増の年俸8,000万円（推定）となっている。
1994年はブレイクしたイチローが右翼手を務めることも多く、柴原実やキャブレラとともに右翼手や一塁手として起用された。
1995年は阪神・淡路大震災の影響が強く残る中でリーグ優勝を果たし、優勝の決まった試合でウィニングボールを捕球した事とともに非常に印象に残っているという。同年の日本シリーズでは第3戦から第5戦まで5番・右翼手としてスタメンで出場している。
1996年も規定打席には達しなかったが3年ぶりの20本塁打を記録し、日本シリーズでは第4戦以外は先発出場してチームも日本一になっている。
1997年は打率、本塁打、打点ともに前年を下回り、取得したFA権の行使についても球団からドライな態度を示され、野球協約の限度を超える40％（3,000万円）減の年俸4,800万円で契約を更改している。
1998年は打撃コーチの新井宏昌の助言でバットを950グラムから約920グラムに軽量化して重心も先よりにしたところ、ヘッドスピードが速くなったという。飛距離が伸びた事でシーズン終盤まで本塁打王を激しく争い、最終的にはトップのナイジェル・ウィルソンと3本差の30本塁打を記録している。当時は仰木マジックと呼ばれる采配で起用方法が毎日のように替わっていたが、打順などが固定された方がやりやすいと感じていたという。
2001年は9月30日の対ロッテ戦で、小林雅英からパ・リーグ新記録となる通算14本目の満塁本塁打、且つ日本プロ野球史上唯一の二死・3点差からの代打逆転サヨナラ満塁本塁打を放つなど、出場は88試合ながらチームの日本人トップとなる15本塁打を放っている。しかし打率は初めて1割台となり、契約更改では2,000万円減の年俸3,000万円（推定）となった。
2002年はNPBの現役最年長野手の一人となった。その数年前から「40歳を過ぎても現役続行」を意識しており、7月7日に目標は達成された。新監督の石毛宏典からは確実性を上げることを目標にキャンプで打撃を大きく矯正されたが、かえって打撃を崩す一因となった。同年で現役を引退を決め、「まだまだやれる気はするが以前よりもファンの期待に応えられなくなった自分が許せなくなった」とその折に語った。10月13日の対近鉄戦（神戸）で引退試合が行われた。始球式では14歳だった長男と対戦し、試合後には引退セレモニーが行われた。これにより、阪急時代からオリックスに所属した選手は一人もいなくなった。

### 現役引退後
2003年から2006年まで、サーパス神戸（当時のオリックス二軍）で打撃コーチを担当。オリックス監督時代の仰木の背番号（72）を、自身の希望で着けていた。
2007年から編成部へ異動。スカウティングを初めて担当した小瀬浩之（近畿大学）や、アメリカで視察したジョン・レスター (右投手) などを入団に導いた。
2009年から、二軍打撃コーチとして現場に復帰。新人時代に指導していたT-岡田に「すり足打法」を体得させたところ、T-岡田はこの年のウエスタン・リーグ公式戦で21本塁打を放った。
2010年には、編成部のアマスカウトとして中・四国地区を担当。コーチを続けたかった藤井にとっては「スカウトへの異動を命じられたことが不本意だった」とのことで、自身と同学年の秋山幸二が一軍監督を務めていた福岡ソフトバンクホークスからシーズン中の9月に打撃コーチへの就任を打診されると、シーズンの終了後にオリックスを退団した。
2011年からソフトバンクの一軍打撃コーチに就任すると、オリックスのアマスカウト時代に獲得を検討していた柳田悠岐を主力打者に育てながら、同年・2014年・2015年のパ・リーグ優勝と日本シリーズ制覇に貢献。
2017年に二軍打撃コーチへ異動したが、シーズン終了後に退団した。
2018年から、一軍打撃コーチとしてオリックス・バファローズへ復帰。
2019年に二軍打撃コーチを務めたが、同年限りで再び退団した。
オリックスを再び退団してからは、共栄組（神戸市に本社を置く総合建設会社）に勤務するかたわら、神戸中央リトルシニア（中学生向けの硬式野球チーム）のコーチとして活動していた。さらに、学生野球資格回復制度を通じて、2020年2月7日付で資格回復の適性を日本学生野球協会から認定。同協会に加盟する大学・高校の野球部での指導が可能になったため、同年6月1日から関西創価高等学校で硬式野球部のコーチを務めた。その一方で、野球解説者として、J SPORTSのオリックス主管試合中継に出演。朝日放送ラジオ（ABC）やMBSラジオがオリックス対ソフトバンク／日本ハム戦（関西圏でのオリックス主催試合）や京セラドーム大阪で開催のソフトバンク主催試合の中継をRKB毎日放送（ソフトバンクの地元局）やHBC北海道放送（日本ハムの地元局）への裏送り方式向けに制作する場合にも、ABC制作分では2020年9月、MBS制作分では2021年6月から解説を随時担当していた。
2021年11月16日付で、阪神タイガースの一・二軍巡回打撃コーチとしてNPBに復帰。阪神が「巡回打撃コーチ」という役職を設けることや、藤井がセントラル・リーグの加盟球団に所属することは初めてで、同月の秋季練習から指導を始めた。2022年シーズン中の8月23日から一軍打撃コーチへ異動していたが、このシーズン限りで退団した。
2023年からは、社会人野球チームのアスミビルダーズでコーチを務めている。その傍らJ SPORTSの野球解説者に復帰する。

## 選手としての特徴
現役通算282本塁打を記録した強打者だが、「あくまでヒットの延長上にホームランがあり、自分のスイングができれば自然と飛距離は伸びた」という。また、安打に対する本塁打の比率が非常に高いという特徴があった（実際、通算のIsoPは0.235になる）。通算満塁本塁打14本は中村剛也（22本。2021年シーズン終了現在）・王貞治（15本）に次ぐ3位である。また代打満塁本塁打は、通算4本、シーズン3本（2001年）のいずれも、日本プロ野球記録である。選球眼にも長け、四球が非常に多い。特に1999年には規定打席未満ながら四死球は78を数えるなど出塁率.390を記録。通算の出塁率は打率よりも.101高い。
対戦した中で最もすごさを感じた投手として、速球とスライダーのキレが抜群だった松坂大輔と、フォークボールが一度浮き上がってから急激に落下するように見えた野茂英雄の2人の名を挙げている。プロ入り直後は渡辺久信や郭泰源の投球に衝撃を受け、また若い頃は打席で目が合うと笑ってくる牛島和彦が苦手だったが、闘志をむき出しにしてくる小野和義のようなタイプとは相性が良かったという。西崎幸広からは満塁打を3本打っており、これは自身最多である。

## コーチとしての指導方針
オリックスの二軍打撃コーチへ復帰していた時期には、復帰するまで伸び悩んでいたT-岡田をブレイクに導いた一方で、自身の指導方針が合わないまま退団した選手もいたという。このような事態への疑問や反省から、コーチを退任した後に「4スタンス理論」（身体の使い方に関して廣戸総一が提唱する理論）を研究。ソフトバンク以降のチームでは、研究の成果を踏まえて、4スタンス理論での分類（身体の使い方のタイプ）に沿った打撃指導を心掛けている。
オリックスを再び退団した2019年末から中・高校生を指導していたことについては、「60歳の目前から子どもを教え始めたことで、自分の指導力が細かく磨かれているような感じはある」と述べる一方で、「この成果をもう1回プロ（NPB）で生かしたいから、『常にスタンバイ』という気分でいる。オリックスのコーチに戻ることが一番良さそうが、自分の指導力を試すためなら、どの球団に呼ばれても良い」という表現でNPBへの復帰に意欲を見せていた。ちなみに、2021年のシーズン終了後に阪神の巡回打撃コーチとしてNPBへ復帰できた背景には、一軍監督の矢野燿大が「4スタンス理論」のトレーナー資格を保有していることなどが挙げられている。もっとも、矢野は2022年シーズン限りで監督職を退任する意向を春季キャンプの前日（1月31日）から示していたため、実際にはこのシーズンの終了後に矢野と揃って阪神を退団している。

## 人物
プロ入り前に6年間勤務していたプリンスホテルでは、社会人野球のオフシーズンを中心に、ホテルの業務にも従事。入社1・2年目に客室のベッドメーキングへ携わったほか、3年目以降は宴会や結婚披露宴のスタッフを務めていた。関連会社でもある西武ライオンズの優勝祝賀会が開かれた際には、駐車場を出入りする自動車を誘導していたという。
オリックスの選手時代はファンサービスに熱心で、ファンからサインを求められた際には、時間や事情の許せる限り応じていた。
毎日放送アナウンサーの松本麻衣子は、神戸市内で生活していた小学生時代に、当時オリックスの看板選手だった藤井のファンクラブへ入っていた。「藤井の顔立ちと、本塁打の軌道の美しさに魅せられた」とのことで、松本一家が藤井の自宅の近所に住んでいたこともあって、当時からお互いに面識があったという。
福山市内にある実家では、両親がカラオケ喫茶店を営んでいる。藤井本人も「目指せ!根本要（スターダストレビューのボーカル）」と称されたほどの美声の持ち主で、オリックスの看板選手だった1999年には、『…洋子'99』など3曲を収録したCDアルバムをブルースターレコードからリリース。収録では、当時のチームメイトから大島公一や谷佳知がコーラスへ参加していた。この曲のプロデューサーだった尾崎和行（2011年10月16日に52歳で逝去）との縁は深く、プリンスホテルへ勤務していた1985年に第16回世界歌謡祭を日本武道館で観覧していたところ、当時尾崎が率いていたグループ（尾崎和行&コースタルシティ）がグランプリを受賞。オリックスブルーウェーブへの在籍中には、グリーンスタジアム神戸（当時の本拠地）のオーロラビジョンで流れていた神戸新聞のCMにコースタルシティ解散後の尾崎のソロ曲が使われていたことがきっかけで、知り合いの音楽関係者を介して尾崎との交流を始めていた。ちなみに、『…洋子'99』は『…洋子』（第16回世界歌謡祭グランプリ受賞曲）のカバーバージョンである。
現役時代の1995年1月16日に大阪市内で開かれた泉州高校野球部のOB総会に出席。酒は全く飲めないが終夜営業のファミレスで同窓生と明け方まで旧交を温め、自家用車で参加者を自宅まで送り届けてから阪神高速3号神戸線を移動した。当時はワールドウィング（鳥取市のトレーニング施設）で自主トレーニング期間中であったため、神戸市北部の自宅に立ち寄ってからワールドウィングへ戻ることを予定していた。しかし、自宅に最も近い月見山出入口（神戸市須磨区）を降りたところで、17日午前5時46分になり阪神・淡路大震災が発生。自身は無事で遭遇後も自宅まで車の運転を継続したが舗装が十分なはずの、一般道を走っていながら道にハンドルを取られるような感覚に陥っていたという。実際には自宅や在宅中の家族に大きな被害はなかったものの、自宅が発災直後から数日にわたって断続的に停電。断水にも見舞われたため春季キャンプ地の宮古島へ向けて出発するまで、家族ぐるみで実家への避難を余儀なくされていた。本人は引退後に「神戸線の通過が10分遅れていたら（深江出入口付近で発生した）高架橋脚の倒壊に巻き込まれていたかもしれない」と語っている。

## 詳細情報

### 年度別打撃成績
| 年 度      | 球 団           | 試 合 | 打 席 | 打 数 | 得 点 | 安 打 | 二 塁 打 | 三 塁 打 | 本 塁 打 | 塁 打 | 打 点 | 盗 塁 | 盗 塁 死 | 犠 打 | 犠 飛 | 四 球 | 敬 遠 | 死 球 | 三 振 | 併 殺 打 | 打 率 | 出 塁 率 | 長 打 率 | O P S |
| ---------- | --------------- | ----- | ----- | ----- | ----- | ----- | -------- | -------- | -------- | ----- | ----- | ----- | -------- | ----- | ----- | ----- | ----- | ----- | ----- | -------- | ----- | -------- | -------- | ----- |
| 1987       | 阪急 オリックス | 77    | 111   | 96    | 11    | 27    | 6        | 0        | 2        | 39    | 13    | 1     | 0        | 0     | 2     | 12    | 1     | 1     | 16    | 2        | .281  | .360     | .406     | .767  |
| 1988       | 阪急 オリックス | 111   | 348   | 311   | 42    | 89    | 13       | 4        | 20       | 170   | 62    | 1     | 3        | 2     | 0     | 34    | 1     | 1     | 51    | 5        | .286  | .356     | .547     | .903  |
| 1989       | 阪急 オリックス | 121   | 498   | 432   | 66    | 126   | 27       | 3        | 30       | 249   | 90    | 3     | 5        | 2     | 6     | 54    | 4     | 4     | 72    | 10       | .292  | .371     | .576     | .947  |
| 1990       | 阪急 オリックス | 128   | 544   | 463   | 81    | 132   | 25       | 2        | 37       | 272   | 96    | 6     | 4        | 0     | 6     | 68    | 4     | 7     | 109   | 6        | .285  | .381     | .587     | .968  |
| 1991       | 阪急 オリックス | 121   | 468   | 401   | 49    | 89    | 19       | 0        | 21       | 171   | 57    | 0     | 0        | 0     | 2     | 64    | 4     | 1     | 92    | 4        | .222  | .329     | .426     | .755  |
| 1992       | 阪急 オリックス | 20    | 73    | 67    | 3     | 18    | 5        | 0        | 0        | 23    | 8     | 0     | 0        | 0     | 1     | 5     | 0     | 0     | 9     | 2        | .269  | .315     | .343     | .658  |
| 1993       | 阪急 オリックス | 129   | 548   | 463   | 62    | 116   | 23       | 1        | 28       | 225   | 86    | 2     | 3        | 0     | 7     | 77    | 2     | 1     | 118   | 13       | .251  | .354     | .486     | .840  |
| 1994       | 阪急 オリックス | 117   | 414   | 355   | 52    | 87    | 17       | 3        | 13       | 149   | 46    | 2     | 2        | 0     | 2     | 56    | 2     | 1     | 86    | 4        | .245  | .348     | .420     | .768  |
| 1995       | 阪急 オリックス | 116   | 403   | 334   | 50    | 79    | 14       | 1        | 14       | 137   | 49    | 0     | 1        | 0     | 3     | 65    | 7     | 1     | 82    | 8        | .237  | .360     | .410     | .770  |
| 1996       | 阪急 オリックス | 109   | 361   | 310   | 44    | 85    | 18       | 0        | 20       | 163   | 61    | 1     | 4        | 0     | 4     | 47    | 2     | 0     | 73    | 6        | .274  | .366     | .526     | .891  |
| 1997       | 阪急 オリックス | 98    | 294   | 254   | 36    | 61    | 8        | 2        | 18       | 127   | 57    | 1     | 1        | 0     | 3     | 36    | 2     | 1     | 84    | 4        | .240  | .333     | .500     | .833  |
| 1998       | 阪急 オリックス | 126   | 491   | 400   | 65    | 100   | 22       | 3        | 30       | 218   | 80    | 2     | 1        | 0     | 4     | 85    | 4     | 2     | 127   | 2        | .250  | .381     | .545     | .926  |
| 1999       | 阪急 オリックス | 115   | 403   | 323   | 39    | 79    | 17       | 0        | 15       | 141   | 51    | 0     | 2        | 0     | 2     | 74    | 2     | 4     | 92    | 1        | .245  | .390     | .437     | .826  |
| 2000       | 阪急 オリックス | 112   | 325   | 280   | 36    | 64    | 15       | 2        | 18       | 137   | 54    | 0     | 0        | 0     | 6     | 36    | 2     | 2     | 62    | 2        | .229  | .315     | .489     | .804  |
| 2001       | 阪急 オリックス | 88    | 213   | 189   | 23    | 37    | 6        | 0        | 15       | 88    | 45    | 1     | 0        | 0     | 4     | 19    | 0     | 1     | 43    | 5        | .196  | .268     | .466     | .733  |
| 2002       | 阪急 オリックス | 53    | 122   | 109   | 2     | 18    | 4        | 0        | 1        | 25    | 6     | 0     | 1        | 0     | 1     | 10    | 0     | 2     | 36    | 3        | .165  | .246     | .229     | .475  |
| 通算：16年 | 通算：16年      | 1641  | 5616  | 4787  | 661   | 1207  | 239      | 21       | 282      | 2334  | 861   | 20    | 27       | 4     | 53    | 742   | 37    | 29    | 1152  | 77       | .252  | .353     | .488     | .840  |

- 各年度の太字はリーグ最高
- 阪急（阪急ブレーブス）は、1989年にオリックス（オリックス・ブレーブス）に球団名を変更

### 表彰
- ベストナイン：2回（外野手部門：1989年、1993年）
- ジュニアオールスターゲームMVP：1回（1988年）
- 月間MVP：2回（1990年5月、1993年7月）
- パ・リーグ特別表彰（努力賞：1993年）

### 記録
初記録
- 初出場：1987年4月10日、対南海ホークス1回戦（阪急西宮球場）、9回裏に弓岡敬二郎の代打で出場
- 初打席・初安打：同上、9回裏に井上祐二から二塁打
- 初打点：1987年4月24日、対日本ハムファイターズ1回戦（後楽園球場）、7回表に藤田浩雅の代打で出場、柴田保光から適時二塁打
- 初先発出場：1987年5月21日、対日本ハムファイターズ6回戦（後楽園球場）、2番・左翼手として先発出場
- 初本塁打：1987年9月29日、対南海ホークス22回戦（大阪スタヂアム）、7回表に山内孝徳からソロ

節目の記録
- 100本塁打：1991年6月28日、対近鉄バファローズ12回戦（藤井寺球場）、9回表に高柳出己から3ラン ※史上166人目
- 150本塁打：1994年8月9日、対日本ハムファイターズ21回戦（香川県営野球場）、5回表に今関勝からソロ ※史上99人目
- 1000試合出場：1996年7月10日、対福岡ダイエーホークス14回戦（福岡ドーム）、7回表に小川博文の代打で出場 ※史上330人目
- 200本塁打：1997年9月17日、対日本ハムファイターズ26回戦（東京ドーム）、1回表に今関勝から先制3ラン ※史上68人目
- 1000安打：1998年9月20日、対近鉄バファローズ26回戦（大阪ドーム）、1回表に小池秀郎から右翼へ適時二塁打 ※史上191人目
- 1000三振：1999年9月9日、対日本ハムファイターズ24回戦（グリーンスタジアム神戸）、8回裏にラファエル・オレラーノから ※史上25人目
- 250本塁打：2000年4月7日、対西武ライオンズ1回戦（西武ドーム）、2回表に松坂大輔から右越先制ソロ ※史上38人目
- 1500試合出場：2000年10月16日、対千葉ロッテマリーンズ27回戦（千葉マリンスタジアム）、7番・指名打者として先発出場 ※史上131人目

その他の記録
- 代打逆転サヨナラ満塁本塁打：2001年9月30日、対千葉ロッテマリーンズ27回戦（グリーンスタジアム神戸）、9回裏に小林雅英から ※史上7人目
- 代打の代打で満塁本塁打：2001年8月1日、対日本ハムファイターズ戦 ※NPB史上7人目[63]
- オールスターゲーム出場：1回（1989年）

### 背番号
- 38（1987年 - 1988年）
- 10（1989年 - 1992年）
- 8（1993年 - 2002年）
- 72（2003年 - 2006年、2009年）
- 71（2011年 - 2019年）
- 81（2021年 - 2022年）

## 関連情報

### 出演

#### 映画
- 走れ!イチロー（2001年4月28日公開、東映、監督：大森一樹） - 現役時代に本人役で出演

#### ラジオ
いずれも、現役からの引退後で、NPBの現場から離れている期間に出演。
- RKBエキサイトホークス（RKBラジオ） -　朝日放送（ABC）ラジオ・MBSラジオが京セラドーム大阪から裏送り向けに制作するオリックス対ソフトバンク戦中継や、京セラドームでのソフトバンク主催試合中継で解説を担当。
  - 火 - 木曜日のナイトゲームおよび、原則として土・日曜日のデーゲームが該当するABC制作分の中継には、2020年シーズン途中の9月から解説者として随時出演。
  - 金曜日のナイトゲームおよび、原則として土・日曜日のナイトゲームと月曜日のナイトゲーム[注釈 4]が該当するMBS制作分の中継には、2021年6月28日〈月曜日〉のソフトバンク対西武戦中継（『文化放送ライオンズナイター』でも同時ネット）から出演。
  - 2024年の解説者復帰後は。朝日放送ラジオ制作分に出演していない一方、北海道放送（HBCラジオ）向け裏送りのオリックス対日本ハム戦にも出演しているため、MBSラジオ主導の起用に移行している模様だが、NRN系列単独加盟局（ニッポン放送・文化放送・東海ラジオ・STVラジオ・KBCラジオ）向け中継を担当した実績がない。
- MBSベースボールパークシリーズ（MBSラジオ） - 上記の事情から2021年は同局とは野球解説者としての出演契約を結んでいないが、2020年からプロ野球中継以外の関連番組にゲストとして随時出演。
  - 最初に出演した番組は、2021年3月13日・20日に放送された『MBSベースボールパーク　プレミアムチャンネル土曜日第2部「バズヒロ政輝のエースで4番への道」』で、オリックスでの現役選手時代を知らない「バズヒロ政輝」（毎日放送スポーツアナウンサーの三ツ廣政輝）を相手に現役時代の経験談を披露。YouTubeとの連動番組でもあるため、スタジオで収録した際の動画が番組の公式YouTubeチャンネルで配信されている。同年のプロ野球シーズン中にも、『MBSベースボールパーク番外編』（NPBのナイトゲームが組まれていない日曜夜間の生放送番組）へゲスト出演（初回出演は4月18日放送分）。
  - 2025年6月20日（金曜日）の阪神対ソフトバンク戦（RKBラジオとの局間ネット）で、初めて自社の本番中継を担当する予定。

### 連載
- 「藤井康雄『勇者の魂』」（東京スポーツ、2020年10月13日 - 12月25日）